# Mopiopia comatula
Mopiopia comatula är en spindelart som beskrevs av Simon 1902. Mopiopia comatula ingår i släktet Mopiopia och familjen hoppspindlar. Inga underarter finns listade i Catalogue of Life.